# Pay to surf
Pay to surf is een bedrijfsmodel waarbij internetgebruikers geld kunnen verdienen door reclame te bekijken. Voor de internetzeepbel stond dit model bekend als Get paid to (surf), afgekort GPT), een online spaarprogramma waarbij websiteleden geld konden verdienen door reclame-e-mails te lezen, enquêtes in te vullen en nieuwe leden te werven. Bekende voorbeelden uit de Benelux zijn EuroClix en gekkengoud.nl. Vooral in de beginjaren kwamen er regelmatig nieuwe pay-to-surf sites bij om daarna ook weer snel te verdwijnen. 

## GPT via e-mail
De mailtjes van deze spaarprogramma's zijn afkomstig van bedrijven die hun producten willen verkopen of meer naamsbekendheid willen. Hiervoor schakelen ze een affiliatiebedrijf in. Hier zijn veel sites bij aangesloten, zoals GPT-bedrijven. Deze bedrijven beschikken over een enorme database met e-mailadressen waardoor een bedrijf een heel grote groep mensen kan bereiken. Voor het versturen van deze mailtjes krijgen de GPT-websites geld van de affiliatie bedrijven indien ze daar ook iets kopen of deelnemen. Hiermee betalen ze hun leden weer en houden ze er zelf ook nog wat aan over. Omdat ze vergoedingen blijven geven voor het lezen van mailtjes, hebben steeds meer mensen daar wel wat tijd voor over en wordt hun database met e-mailadressen ook steeds groter. Ze kunnen dus meer mensen mailen en dus ook meer geld vragen van een adverterend bedrijf.

## GPT-websites
De zogenaamde GPT-websites hadden eerder alleen de mogelijkheid om geld te verdienen met e-mailtjes lezen, enquêtes en websites bezoeken. Tegenwoordig bieden zij nog veel meer mogelijkheden, bijvoorbeeld door spelletjes te spelen, producten uit te proberen en zelfs het bestellen van producten. Er zijn steeds meer spaarprogramma's gekomen, maar deze zijn niet zonder meer betrouwbaar.

## Adverteerders
Een misverstand is dat de eigenaren binnen de branche per klik (CPC) betaald krijgen. Spaarprogramma's ontvangen echter alleen vergoedingen van adverteerders indien leden meedoen aan acties zoals een CPL (commissie per lead door enquêtes in te vullen of aan te melden bij een website voor een nieuwsbrief bijvoorbeeld) of een CPS (commissie per sale door dus te kopen bij adverteerders). Het bestel- en deelnamegedrag van de leden heeft dus invloed op de spaarprogramma.

## Vergoedingen
In Nederland is het bijna standaard dat de vergoedingen voor een mail rond de cent per klik liggen en via bank worden uitbetaald. Lagere vergoedingen zijn overgewaaid uit Amerika, waar het verloop zeer groot is en waar vaak wordt uitbetaald via PayPal.